# Hilmar Baunsgaard
Hilmar Tormod Ingolf Baunsgaard, né le 26 février 1920 à Slagelse et mort le 30 juin 1989, est un homme politique danois. Membre du Parti social-libéral danois (RV), il est Premier ministre du Danemark de février 1968 à octobre 1971.

## Biographie
Il fait des études dans une école de commerce et devient employé de magasin dans les années 1940. Il entre au Parti social-libéral et dirige l'organisation des jeunes du parti de 1948 à 1951. Il est élu député en 1957 et officie au ministère du Commerce de 1961 à 1964. Il retourne au secteur privé dans le domaine des affaires. Leader de l'opposition au gouvernement socialiste, il forme le 2 février 1968 une coalition gouvernementale libérale-conservatrice et devient Premier ministre. Il soutient l'entrée du Danemark dans la CEE et l'abrogation des lois sur la pornographie. Il engage un plan d'augmentation des impôts à la suite de la crise économique. Il démissionne le 11 octobre 1971. Il reste le porte-parole des radicaux libéraux puis se retire de la vie politique en 1977.

## Source
- Harris Lentz Heads of states and governments since 1945 éd. routledge 2013 p. 223